# كوفي ميت
كوفي-ميت هو مبيض قهوة خالٍ من الحليب صنع من قبل شركة نستله، متوفر في أشكال مسحوق بودر، سائل وسائل مركز. تم تقديمه في عام 1961 من قبل كارنيشن. يمكن أن تدوم صلاحية زجاجة كوفي-ميت المغلقة لمدة عامين دون الحاجة لوضعها في الثلاجة، ويمكن أن تبقى طازجة لأسبوعين بعد فتحها. المنتج شائع الاستخدام في المكاتب التي قد لا يتوفر بها ثلاجات. يمكن للأشخاص الذين يعانون من الحساسية تجاه اللاكتوز تناوله. بمجرد فتح العبوة، يجب حفظ مبيض القهوة السائل في الثلاجة.

## أنواعه
تم إنتاج المنتج الأصلي لأول مرة في فبراير 1961، ثم تم إنتاج كوفي- ميت لايت وكوفي-ميت سائل في 1989.
في الولايات المتحدة، حيث تم إنتاج المنتج من قبل شركة نسلته في غلينديل، كاليفورنيا، يتوفر المنتج بأنواع عدة منها سائل، سائل مكثف، مسحوق بودرة. يأتي الكوفي- ميت الأمريكي بأكثر من 25 نكهة مختلفة، تشمل الزنجبيل، كريمة اللوز الباريسية، وموكا النعناع. والنكهات التي لم تلقى قبولًا هي كوفي-مات صويا وكوفي-ميت نصف ونصف.
في أوروبا، متوفر فقط نوع أو نوعين من مبيض القهوة في شكل مسحوق بودرة حسب البلد بدون إضافة نكهات.
تم صناعة النسخة الأوروبية من الكوفي-ميت بدون استخدام الدهون المهدرجة، والتي تسبب مرض القلب.

## مكوناته
تم صناعة الكوفي-ميت الأصلي من ثلاثة مكونات – شراب الذرة، زيت نباتي مهدرج، كازينات الصوديوم. كازينات الصوديوم، هي شكل من أشكال الكازين، المشتق من الحليب؛ حيث أنه مكون لازم في صناعة مبيضات القهوة، ويعتبر من المنتجات الخالية من الألبان بسبب نقص اللاكتوز. يحتوي الكوفي-ميت الأصلي على كميات قليلة من فوسفات ثنائي البوتاسيوم لمنع تجلط الدم؛ أحادي- وثنائي الجليسريدات للأحماض الدهنية، حيث يستخدم كـمستحلب؛ صوديوم سيليكات الألمنيوم، مضاد للتكتل؛ نكهة صناعية ولون الأناتو.